# Lea Šteflíčková
Lea Šteflíčková (* 25. dubna 1998, Ústí nad Labem) je česká modelka a vítězka soutěže krásy Česká Miss ze 3. června 2018. Rovněž reprezentovala Česko na soutěži Miss Universe 2018 v thajském Bangkoku.

## Soukromý život
Šteflíčková žije v Praze. V současné době[kdy?] pracuje jako modelka pro agenturu PH Model Management.[zdroj?]

## Soutěže krásy

### Česká Miss 2018
Šteflíčková získala titul Česká Miss 2018 ve finále soutěže 3. června 2018, kdy nahradila úřadující Českou Miss 2017, Michaelu Habáňovou.

### Miss Universe 2018
Šteflíčková reprezentovala Česko také na Miss Universe 2018 v Bangkoku, kde se však neumístila.[zdroj?]